# Soulce-Cernay
Soulce-Cernay – miejscowość i gmina we Francji, w regionie Burgundia-Franche-Comté, w departamencie Doubs.
Według danych na rok 1990 gminę zamieszkiwało 71 osób, a gęstość zaludnienia wynosiła 8 osób/km² (wśród 1786 gmin Franche-Comté Soulce-Cernay plasuje się na 672. miejscu pod względem liczby ludności, natomiast pod względem powierzchni na miejscu 504.).